# Bàng La
Bàng La là một phường thuộc quận Đồ Sơn, thành phố Hải Phòng, Việt Nam.

## Địa lý
Phường Bàng La có vị trí địa lý: 
- Phía đông giáp phường Ngọc Xuyên và phường Vạn Hương
- Phía tây giáp huyện Kiến Thụy
- Phía nam giáp Vịnh Bắc Bộ
- Phía bắc giáp phường Minh Đức.

Phường Bàng La có diện tích 9,68 km², dân số năm 2022 là 10.464 người, mật độ dân số đạt 1.080 người/km².

## Lịch sử
Ngày 7 tháng 4 năm 1966, Chính phủ ban hành Quyết định số 67-CP về việc chuyển xã Bàng La thuộc huyện Kiến Thụy vào thị xã Đồ Sơn.
Ngày 26 tháng 12 năm 1970, Bộ trưởng Phủ Thủ tướng ban hành Quyết định số 83-BT về việc giải thể xã Bàng La và chuyển các thôn của xã Bàng La thành các tiểu khu trực thuộc thị xã Đồ Sơn.
Ngày 5 tháng 3 năm 1980, Hội đồng Chính phủ ban hành Quyết định số 72-CP về việc:
- Thành lập huyện Đồ Sơn thuộc thành phố Hải Phòng.
- Đổi tên tiểu khu Bàng La thành xã Bàng La. Khi đó, xã Bàng La thuộc huyện Đồ Sơn.

Ngày 6 tháng 6 năm 1988, Hội đồng Bộ trưởng ban hành Quyết định số 100-HĐBT về việc chuyển xã Bàng La thuộc huyện Đồ Sơn về thị xã Đồ Sơn mới thành lập quản lý.
Ngày 12 tháng 9 năm 2007, Chính phủ ban hành Nghị định số 145/2007/NĐ-CP về việc thành lập phường Bàng La trên cơ sở toàn bộ 966,73 ha diện tích tự nhiên và 8.765 nhân khẩu xã Bàng La.
Ngày 20 tháng 7 năm 2022, HĐND TP. Hải Phòng ban hành Nghị quyết số 26/NQ-HĐND về việc:
- Thành lập tổ dân phố Đại Phong trên cơ sở 3 tổ dân phố: Trung Lộc, Trung Quý, Trung Hòa và một phần của tổ dân phố Trung Hải.
- Thành lập tổ dân phố Đại Thắng trên cơ sở tổ dân phố Tây Hải, một phần của tổ dân phố Trung Hải và một phần của tổ dân phố Đông Hải.
- Thành lập tổ dân phố Tiểu Bàng 1 trên cơ sở tổ dân phố Bàng Thượng, một phần của tổ dân phố Bàng Đông và một phần của tổ dân phố Đông Hải.
- Thành lập tổ dân phố Tiểu Bàng 2 trên cơ sở tổ dân phố Bàng Trung và một phần của tổ dân phố Bàng Đông.
- Thành lập tổ dân phố Đồng Tiến 1 trên cơ sở tổ dân phố Đồng Tiến và tổ dân phố Sáu.
- Thành lập tổ dân phố Đồng Tiến 2 trên cơ sở tổ dân phố Biên Hòa và tổ dân phố Điện Biên.

## Kinh tế
Xưa, Bàng La là một làng nghề truyền thống làm muối của Hải Phòng. Nay, nghề làm muối không còn nữa, trên những thửa ruộng muối xưa kia là những ruộng trồng cà chua, táo, lạc,...
Vì vậy, các nông sản trên được trồng tại khu vực này sẽ có vị mặn của muối khoáng tự nhiên.